# Зигфрид Ленц
Зигфрид Ленц (на немски: Siegfried Lenz) е германски белетрист, есеист и драматург.

## Биография и творчество
Зигфрид Ленц е роден в Люк, Източна Прусия, в семейството на митнически чиновник.
Още като ученик Ленц е мобилизиран във военноморските сили, откъдето дезертира. След края на Втората световна война следва философия, английска филология и литературознание в Хамбург. После работи като журналист и редактор в авторитетния всекидневник „Ди Велт“.

### Романи
Още първият роман на Зигфрид Ленц „Имаше ястреби в небето“ (1951) е посрещнат с интерес, това му дава възможност да премине на свободна практика и да предприеме пътуване в Африка (Кения). Писателят става член на литературното сдружение „Група 47“ и заедно с Гюнтер Грас подкрепя Германската социалистическа партия и Източната политика на Вили Бранд. Следват романите „Дуел със сянката“ (1953), „Мъжът сред потока“ (1967), „Хляб и зрелища“ (1959) и „Градски разговори“ (1963). Особено висока оценка и световен успех му донася романът „Час по немски“ (1968). Следващите му романи са, „Образецът“ (1973), „Музей на родния край“ (1978), „Загубата“ (1981), „Учебен плац“ (1985), „Звукова проба“ (1990), „Бунтуването“ (1994), „Наследството на Арне“ (1999) и „Бюро за намерени вещи“ (2003).

### Разкази
Зигфрид Ленц се откроява и като майстор на краткия разказ. Сред прозаичните му сборници личат „Тъй нежна бе Зулейкен“ (1955), „Ловци на подигравки“ (1958), „Корабът-фар“ (1960), „Гласовете на морето“ (1962), „Нарушителят на правилата“ (1965), „Събрани разкази“ (1970), „Айнщайн прекосява Елба при Хамбург“ (1975) и „Зяпач“ (2004).

### Романи
- Es waren Habichte in der Luft, Roman, 1951
- Duell mit dem Schatten, Roman, 1953
- Der Mann im Strom, Roman, 1957
- Brot und Spiele, Roman, 1959

Хляб и зрелища, изд.: Медицина и физкултура, София (1972), прев. Любен Дилов
- Stadtgespräch, Roman, 1963
- Deutschstunde, Roman, 1968 (Час по немски)

Час по немски, изд.: Хр. Г. Данов, Пловдив (1971), прев. Елена Николова-Руж
- Das Vorbild, Roman, 1973
- Heimatmuseum, Roman, 1978
- Der Verlust, Roman, 1981

Загубата, изд.: Народна култура, София (1983), прев. Боряна Вълчева
- Exerzierplatz, Roman, 1985
- Die Klangprobe, Roman, 1990
- Die Auflehnung, Roman, 1994
- Arnes Nachlaß, Roman, 1999
- Fundbüro, Roman, 2003

Бюро за намерени вещи, изд.: Прозорец, София (2006), прев. Ваня Пенева

### Разкази и новели
- Mein verdrossenes Gesicht, Erzählung, 1950

Моето сърдито лице. Разкази, изд.: Профиздат, София (1974), прев. Любен Дилов
- So zärtlich war Suleyken, Kurzgeschichten, 1955
- Das schönste Fest der Welt, 1956
- Das Kabinett der Konterbande, 1956
- Jäger des Spotts. Geschichten aus dieser Zeit, Erzählungen, 1958
- Lukas, sanftmütiger Knecht, Erzählung, 1958
- Das Feuerschiff, Erzählungen, 1960
- Stimmungen der See, Erzählungen, 1962
- Lehmanns Erzählungen, 1964
- Der Spielverderber, Erzählung, 1965
- Leute von Hamburg, Erzählung, 1968
- So war das mit dem Zirkus, Kinderbuch, 1971
- Wie bei Gogol, Erzählung, 1973
- Achtzehn Diapositive, Erzählung, 1973

Осемнадесет диапозитива. Разкази, изд.: Хр. Г. Данов, Пловдив (1979), прев. Елена Попова и др.
- Der Geist der Mirabelle, Erzählung, 1975
- Einstein überquert die Elbe bei Hamburg, Erzählung, 1975
- Ein Kriegsende, Erzählung, 1984
- Das serbische Mädchen, Erzählung, 1987
- Ludmilla, Erzählung, 1996
- Zaungast, Erzählung, 2004
- Die Erzählungen, 2006
- Ein Freund der Regierung, Kurzgeschichte
- Schweigeminute, Novelle, 2008

Минута мълчание, изд.: Летера, Пловдив (2010), прев. Александра Попова
- Landesbühne, Novelle, 2009
- Der Ostertisch, Erzählung, 2009
- Die Ferne ist nah genug, Erzählungen, 2011
- Die Maske, Erzählungen, 2011
- Küste im Fernglas, Erzählungen, 2012

### Есеистика
- Beziehungen, Essay, 1970
- Die Herrschaftssprache der CDU, Rede, 1971
- Verlorenes Land – Gewonnene Nachbarschaft, Rede, 1971
- Gespräche mit Manès Sperber und Leszek Kołakowski, 1980
- Über Phantasie: Gespräche mit Heinrich Böll, Günter Grass, Walter Kempowski, Pavel Kohout, 1982
- Elfenbeinturm und Barrikade. Erfahrungen am Schreibtisch, Essay, 1983
- Über das Gedächtnis, Reden und Aufsätze, 1992
- Über den Schmerz, Essay, 1998
- Mutmaßungen über die Zukunft der Literatur, Essay, 2001
- Selbstversetzung. Über Schreiben und Leben, 2006
- Amerikanisches Tagebuch 1962, 2012

### Сценични творби
- Zeit der Schuldlosen, 1961
- Das Gesicht, 1964
- Haussuchung, 1967
- Die Augenbinde, 1970
- Drei Stücke, 1980
- Harmonie. Die Versuchsperson, Zwei Einakter, 2011

## Признание
За Зигфрид Ленц може да се каже, че е сред социално най-ангажираните писатели на Германия. В една своя реч той отбелязва: „В нашия свят чрез знанието си художникът става съучастник в глада и в безправието, в преследването на хората, но и в техните дръзки мечти, затова не приемам, че тъкмо той може да си присвои привилегията на невинността.“
От 2003 г. писателят е гост-професор в Дюселдорфския университет „Хайнрих Хайне“.
В негова чест през 2014 г. е учредена международната литературна награда „Зигфрид Ленц“.

## Награди и отличия
- 1953: „Награда Лесинг“ на град Хамбург (стипендия)
- 1961: Kulturpreis der Landsmannschaft Ostpreußen
- 1962: „Бременска литературна награда“ für Zeit der Schuldlosen
- 1962: „Награда Георг Макензен“
- 1966: „Голяма художествена награда на провинция Северен Рейн-Вестфалия“
- 1970: „Награда Герхарт Хауптман“ für Zeit der Schuldlosen
- 1970: Lessing-Ring
- 1970: „Културна награда на немските масони“
- 1976: Почетен доктор на Хамбургския университет
- 1979: „Награда Андреас Грифиус“
- 1984: „Награда Томас Ман“ на град Любек
- 1985: „Награда Манес Шпербер“
- 1987: „Награда Вилхелм Раабе“ на град Брауншвайг für Exerzierplatz und Gesamtwerk
- 1988: „Награда за мир на немските книгоразпространители“[1]
- 1989: Heinz-Galinski-Preis
- 1995: „Награда Жан Паул“ на провинция Бавария
- 1997: „Награда Херман Зинсхаймер“
- 1998: Samuel-Bogumil-Linde-Preis
- 1998: Mercator-Professur der Gerhard-Mercator-Universität Duisburg
- 1999: „Награда Гьоте“ на град Франкфурт на Майн
- 2001: Почетен сенатор на Хамбургския университет
- 2001: „Вайлхаймска литературна награда“
- 2002: „Награда Корине“ на баварския президент, за цялостно творчество
- 2002: Почетен доктор на унивеситета Ерланген-Нюрнберг
- 2002: Почетен гражданин на Хамбург
- 2002: Bremer Hansepreis für Völkerverständigung
- 2002: Johann-Wolfgang-von-Goethe-Medaille
- 2003: Heinrich-Heine-Professur der Heinrich-Heine-Universität Düsseldorf
- 2004: „Награда Ханелоре Греве“
- 2004: Почетен гражданин на Шлезвиг-Холщайн
- 2005: Preis der Hermann-Ehlers-Akademie
- 2006: Goldene Feder Ehrenpreis für „sein literarisch unvergleichliches Werk“
- 2007: Ehren-Schleusenwärter der Congregation der Alster-Schleusenwärter S.C. in Hamburg[2]
- 2009: Lew-Kopelew-Preis
- 2010: Nonino-Preis (italienische internationale Kulturauszeichnung „Premio Nonino“)
- 2011: Почетен гражданин на родния си град в Полша Люк[3]